# Depot w York Factory
Depot (ang. Depot, York Factory Depot; fr. Dépôt de York Factory) – budynek pełniący pierwotnie funkcję głównego składu należącej do Kompanii Zatoki Hudsona placówki handlowej York Factory znajdującej się w pobliżu ujścia rzeki Hayes do Zatoki Hudsona, współcześnie (od 1968) zarządzany przez kanadyjską agencję federalną Parks Canada. Został zbudowany w latach 1831–1837 w kształcie w większości dwukondygnacyjnego (poza o jedną kondygnację wyższą centralną częścią głównej fasady) czworoboku (o boku około 30 m) z wewnętrznym, również czworobocznym dziedzińcem, w stylu georgiańskim. Do końca lat 50. XIX wieku pozostawał największym budynkiem tego typu na obszarze współczesnej Kanady. Budynek w 1936 wszedł w obręb York Factory National Historic Site of Canada, w 1989 został uznany za chroniony obiekt dziedzictwa kulturowego (na poziomie federalnym) i w 2005 został wpisany do Canadian Register of Historic Places ze względu na swoje walory architektoniczne, kulturowe i historyczne. Współcześnie pełni również funkcje muzealne, zgromadzona jest w nim kolekcja obiektów związanych z York Factory i jego mieszkańcami.

## Historia
W wyniku fuzji w dniu 26 marca 1821 dwóch brytyjskich kompanii handlowych w Ameryce Północnej: Kompanii Zatoki Hudsona i Kompanii Północno-Zachodniej, zdecydowano się – ze względu na nadanie priorytetu szlakowi handlowemu wiodącemu z Wielkiej Brytanii do jej posiadłości w Ameryce Północnej poprzez Zatokę Hudsona – na rozbudowę York Factory (ściślej chodzi o tzw. fazę York Factory III), mającego pełnić funkcję głównego punktu przeładunkowego dla terenów znajdujących się między powyższym akwenem a Oceanem Spokojnym (Northern Department; na zachód od linii jezioro Rainy–Fort Albany). Przybyły 23 sierpnia 1821 do York Factory Nicholas Garry, działający z ramienia nowej Kompanii Zatoki Hudsona, naszkicował w 1822 plan rozbudowy placówki handlowej, centralne miejsce wyznaczając w nim dominującemu budynkowi głównego składu (Depot, Great House), który miał powstać zamiast dotychczasowego, jednak o za małej powierzchni użytkowej, budynku (tzw. (Old) Octagonu) – aż do 1830 jednak poddawanego doraźnym remontom. Przybyły tam w tym samym czasie co Garry główny faktor kompanii John George McTavish był tą osobą, która – na podstawie decyzji o budowie wydanej przez gubernatora kompanii George’a Simpsona – ostatecznie wyznaczyła miejsce posadowienia i zdecydowała o ogólnym wyglądzie budynku, jednak – ze względu na problemy związane z brakiem budulca oraz zachorowaniami na grypę – po wybudowaniu centralnego fragmentu części frontowej do 1832 i rozpoczęciu (jesienią tego lub wiosną roku następnego) wznoszenia skrzydła południowo-zachodniego (ukończonego latem 1834), do prac nad skrzydłem północno-wschodnim przystąpiono (już pod nadzorem ze strony kolejnego następcy McTavisha – Jamesa Hargrave’a, który zastąpił sprawującego tę funkcję w latach 1830–1834 Alexandra H. Christiego) jesienią 1835, a ostatnią, zamykającą tylną część ukończono ostatecznie w 1837. Zatrudnieni przy wznoszeniu budynku byli miejscowi cieśle placówki: John Rendal (od 1834; doradca do spraw technicznych Hargrave’a), pochodzący z Orkadów William Drever (główny cieśla), James Sinclair i David Allen (w 1836), oraz będący pochodzenia francuskiego: Medarde Poitras (do 1834), Jean M. Boucher (do 1836), André Benoit (do 1836) i J.B. Daunais (od 1836), czy tamtejsi szkutnicy. Tym samym zakończono proces rozbudowy placówki związany z następstwami wydarzeń z 1821, a docelowy rozmiar budynku (niespotykany w innych ówczesnych głównych ośrodków kompanii) odzwierciedlał jego rolę jako głównego (pod kątem administracji, wytwórstwa i składowania) budynku agencji, ważność terenów zarządzanych z York Factory (które w tym okresie liczyło ponad pół setki budynków) dla kompanii i prawdopodobnie zapatrywania Simpsona i McTavisha o składzie mogącym pomieścić wszystkie dobra przeznaczone do przeładunku.

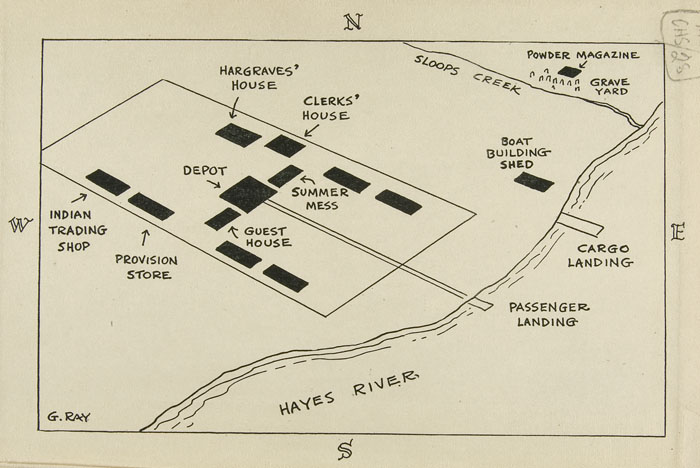
Plan York Factory (1840)

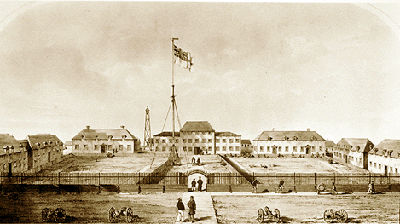
Widok na York Factory (Depot widoczny w centralnej części litografii; 1853)

Do lat 50. XIX w. budynek był najważniejszym magazynem przeładunkowym kompanii (zarówno w zakresie importu, jak i eksportu towarów) na linii Wielka Brytania–Ameryka Północna, mogącym pomieścić dwuletni zapas dóbr przeznaczonych do handlu na terenie Northern Department, dodatkowo pełnił też funkcję centrum produkcyjnego rozmaitych towarów. W 1874, w związku z postępującą utratą znaczenia York Factory, cała nadwyżka składowanych dóbr została (w rok po przybyciu z Wielkiej Brytanii ostatniego pełnego zaopatrzenia placówki) przetransportowana do placówki kompanii w Winnipeg, co spowodowało, że powierzchnia użytkowa budynku od tego czasu nie była wykorzystywana efektywnie. W 1876 nad centralnym fragmentem części frontowej nadbudowano punkt obserwacyjny w formie kopuły, uwydatniając jeszcze jego nadrzędną rolę w placówce. Raport głównego faktora Jamesa McDougalla z 1889 rekomendował, by budynek pozostał jedynym zabudowaniem usługowym placówki (co realizowano w następnych dziesięcioleciach) oraz budowę drewnianego szynowego systemu transportowego, mającego połączyć skład z nabrzeżem (dowodnie działającego w latach 1899–1905). W 1898 w budynku zamontowano prasę do futer, a od 1907 składowano w nim proch. Wcześniej, w latach 1905–1907 budynek był remontowany: najpierw dokonano wymiany poszycia dachu tylnej części, zastępując wyeksploatowaną importowaną blachę ołowianą przybyłą również z Wielkiej Brytanii papą oraz uporządkowano i wzmocniono wewnętrzny dziedziniec, w 1906 pracowano nad zbutwiałymi fundamentami (w tym wymianą bali fundamentowych), a w roku kolejnym zakończono prace nad pokryciem dachu papą, dalsze prace uznając za nieopłacalne i niekonieczne do przeprowadzenia. W 1914 w południowo-wschodniej części budynku (na parterze) został ulokowany punkt sprzedaży detalicznej, a w 1922 przeprowadzono ponowny remont fundamentów. Raport zarządcy Nelson River District Hugh Conna z 1930/1931 rekomendował, by ponadstuletni budynek został zachowany w dobrym stanie ze względu na swoją wartość historyczną, pomimo że był przeskalowany w stosunku do ówczesnych potrzeb, a od kolejnej dekady Depot pozostawał jedynym stale użytkowanym zabudowaniem placówki. Po zakończeniu w 1957 bieżącej działalności w York Factory przez Kompanię Zatoki Hudsona, budynek był jedyną nieruchomością, która nie została wydzierżawiona w 1959 dawnemu zarządcy placówki Haroldowi Blandowi, a w 1968 po sprzedaży placówki przez kompanię rządowi kanadyjskiemu, został (wraz z pozostawionym wyposażeniem) razem z innymi nieruchomościami przejęty przez zarządzające nim do czasów współczesnych, Parks Canada, które do 1978 (przeprowadzenie pierwszych badań przez grupę Gary’ego Adamsa) dokonywało jedynie niewielkich napraw.

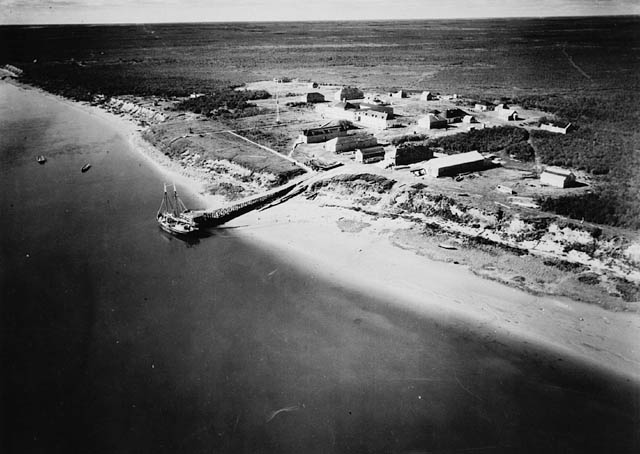
York Factory z lotu ptaka (1925)

Budynek (wchodzący w obręb ustanowionego w 1936 miejsca o znaczeniu historycznym York Factory National Historic Site of Canada) został na poziomie federalnym uznany 6 lipca 1989 za chroniony obiekt dziedzictwa kulturowego (Classified Federal Heritage Building), i wpisany do kanadyjskiego rejestru dziedzictwa historycznego (Canadian Register of Historic Places; CRHP) 6 maja 2005. W następstwie pionowych przesunięć dolnych partii budynku w 1990, w latach kolejnych w obiekcie dokonano prac naprawczych fundamentów, podczas których odkryto fundamenty tzw. Octagonu, oraz wymiany zbutwiałych progów i podłóg parteru, a także prac związanych z odpowiednią izolacją i stabilizacją podłoża (wieczna zmarzlina) systemem drenów i pomp. W 2007 był jedną z czterech zachowanych budowli York Factory NHSC (obok budynku biblioteki i pozostałości prochowni oraz lodowni).

## Opis
Budynek zbudowany został na planie bliskim kwadratowi (o wymiarach ok. 30,5×ok. 32 m – tj. ok. 100×ok. 105 ft), z wewnętrznym, wielofunkcyjnym dziedzińcem (o wymiarach 11×16 m – tj. ok. 40×ok. 50 ft) i jest w większości dwukondygnacyjny (poza centralnym fragmentem – mierzącym ok. 12×ok. 6,5 m, tj. ok. 40×ok. 20 ft – zwróconej ku rzece Hayes części frontowej, który ma trzy piętra oraz punkt obserwacyjny, flankowanej przez dwa niższe symetrycznie posadowione skrzydła), zapewniając blisko 1675 m² (tj. prawie 18 tys. ft²) powierzchni użytkowej i będąc przez ponad trzy dziesięciolecia największym tego typu obiektem w Ameryce Północnej. Jego kształt (odmienny od zazwyczaj budowanych na planie prostokąta składów kompanii) wynikał zarówno z uwarunkowań lokalnych: ograniczonej przestrzeni, dostępności z innych zabudowań placówki, chęci równoległego korzystania w okresie sześciu lat budowy z jeszcze istniejących fragmentów Octagonu, jak i ze względów estetycznych. Wybudowany w wybranym przez Simpsona i Christiego stylu georgiańskim, właściwym dla budynków handlowych kompanii, o ścianach zewnętrznych pozbawionych ornamentyki, utrzymanych w biało-zielonej kolorystyce, utrzymany w regularnych formach z symetrycznym rozkładem okien i drzwi, przykryty typowym dla budownictwa składów amerykańskich kompanii czterospadowym dachem, jednak (poza częścią frontową) o małym nachyleniu i bez lukarn. Konstrukcję szkieletową (posadowioną na płytkich drewnianych fundamentach) w typie muru pruskiego (szeroko stosowaną w Wielkiej Brytanii i w Stanach Zjednoczonych) pokrytą zewnętrznym deskowaniem wykonano (podobnie jak innych budynków w York Factory) z pozyskiwanego na miejscu świerka białego, pozbawiona jest ona jednak (w przeciwieństwie do nich) budowlanych wpływów francuskich. Cechą charakterystyczną są spoiny w obrębie więźby dachowej i belek, łączone i wzmacniane na modłę szkutniczą za pomocą węzłówek, a nie szerzej ówcześnie rozpowszechnionymi złączami ciesielskimi, zaś sama więźba dachowa w części trzykondygnacyjnej składa się z wiązarów krokwiowych, natomiast w pozostałych częściach budynku ze zmodyfikowanej konstrukcji kratownicowo-płatwiowej (pozbawionej belek krokwiowych), z poszyciem dachu mocowanym bezpośrednio do płatwi. Budynek nie był ogrzewany, ponieważ pierwotnie przeznaczony był do składowania materiałów włókienniczych. Dostęp z zewnątrz zapewniała pierwotnie para dwuskrzydłowych drzwi umieszczonych – odpowiednio – w elewacji frontowej i tylnej, zaś światło (konieczne ze względu na zakaz używania ognia jako oświetlenia) wpadało przez liczne okna (o pojedynczych szybach – ze względu na wyłączenie z użytkowania innego niż magazynowe budynku w okresie zimowym), w większości – poza niewielkimi pomieszczeniami biurowymi – nieotwierane. Pierwotny podział na pomieszczenia był analogiczny jak w innych tego typu składach kompanii, zapewniając odpowiednie składowanie dóbr, i utrzymał się w niezmienionej formie zapewne aż do czasów przebudów dwudziestowiecznych. Dziedziniec wewnętrzny pełnił wielorakie funkcje: komunikacyjną – ułatwiając przemieszczanie pomiędzy poszczególnymi częściami budynku; oświetleniową – służąc poprzez wychodzące nań okna za źródło dodatkowego światła koniecznego w okresie niemożności używania ognia we wnętrzach; jako tymczasowe miejsce składu – umożliwiając osuszenie wilgotnych dóbr. Jedynie część przestrzeni przed frontem budynku została zagospodarowana (jako ogród), reszta zaś pozostała jedynie wykarczowana i miała tworzyć pusty plac, najpewniej ze względów estetycznych.

## Znaczenie kulturowe
Budynek jest chroniony ze względu na swoje walory historyczne (jako istotny obiekt dla poznania procesu rozwoju stosunków handlowych i osadniczych kanadyjskiej północy oraz świadectwo prowadzonych przez kompanię operacji handlowych w tej ważnej placówce i jej roli magazynowej od trzeciej do szóstej dekady XIX wieku), architektoniczne (jako przykład budownictwa usługowego Kompanii Zatoki Hudsona i jego adaptacji do warunków klimatycznych) i środowiskowe (jako ostaniec zabudowy placówki handlowej i mieszkalnej znajdującej się w dziczy, ukazujący aspekty życia i pracy ówczesnych mieszkańców, a także odwiedzany turystycznie przykład rzadko spotykanego, izolowanego antropogenicznego krajobrazu wznoszącego się na brzegu rzeki Hayes). W dokumentacji chronionego obiektu dziedzictwa kulturowego z 1991 zwracano uwagę na konieczność zachowania rozwiązań konstrukcyjnych (w zakresie płytkich drewnianych fundamentów oraz elementów więźby dachowej) oraz konserwacji rozkładu otworów okiennych i drzwiowych oraz pomieszczeń, a także na konieczność prac badawczych związanych z otoczeniem – pozostałościami pobliskich budynków, ogrodu oraz rowu i palisady, wreszcie na zabezpieczenie przed pożarem i uszkodzeniami fizycznymi. Pomimo starań związanych z zachowaniem obiektu będącego w 2007 w dobrym stanie i wymagającego jedynie nakładów związanych z utrzymaniem go w należytym stanie technicznym, ze względu na postępującą erozję brzegu rzeki Hayes (z powodu fal i pływów) może dojść do zniszczenia (osunięcia się) budynku do połowy XXII wieku, zagrożeniem jest też niestabilne – choć poddane od 1968 dwukrotnej stabilizacji – podłoże (wieczna zmarzlina).
Pełni on współcześnie także funkcję muzealną – eksponowane jest w nim blisko 8 tysięcy znalezisk związanych z York Factory, pozyskanych w znacznej mierze z terenów nadbrzeżnych, a także pochodzące z końca XVIII wieku, a ukazujące w formie bliskiej karykaturze życie codzienne mieszkańców placówki, malowidło, które wtórnie wykorzystano jako półkę magazynową. Budynek jest także podstawową częścią trasy edukacyjnej z przewodnikiem (obejmującej również cmentarz), miejscem zapoznania odwiedzających z życiem codziennym dawnych mieszkańców placówki oraz jej architekturą.